# 鍾聲之
鍾聲之，浙江省紹興府上虞縣人，清朝政治人物、同进士出身。

## 生平
順治二年（1645年）舉乙酉科順天鄉試，康熙三年（1664年），登进士，授洪雅縣知縣。